# LinuxBBQ
LinuxBBQ是一款来自中国的基于debian不稳定分支的Linux发行版。

## 安装
LinuxBBQ提供Live CD的镜像文件，可以无需安装直接启动到LiveCD模式，再在LiveCD模式中最终完成安装。

## 名称
LinuxBBQ的名称由"Linux"和"BBQ"组成。其中"BBQ"是"Barbecue"的简称。

## 版本
LinuxBBQ有基本版本、特殊版本和开发版本三种版本。